# Blót

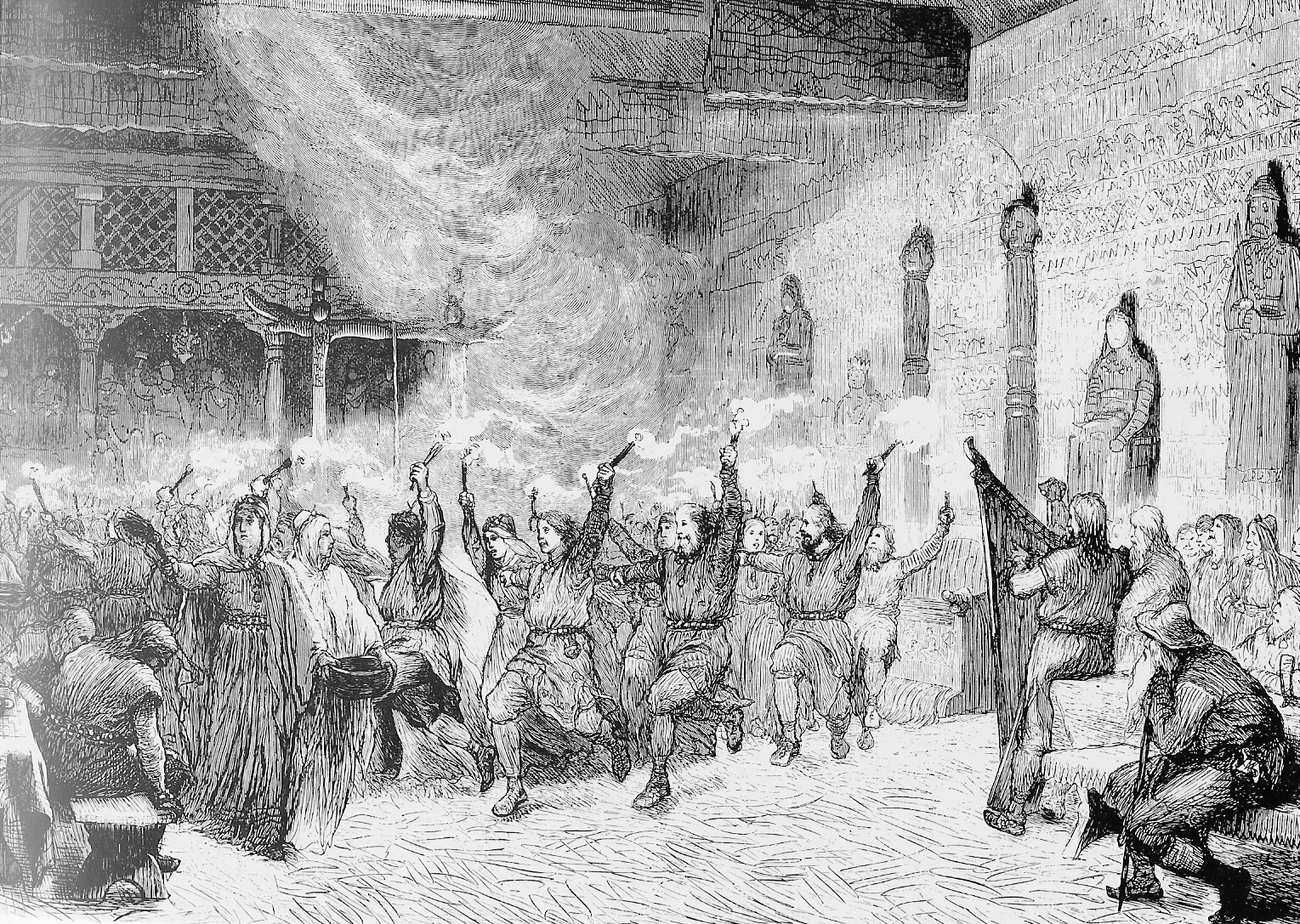
El dísablót, por August Malmström.

El blót era el sacrificio que los paganos nórdicos ofrecían a los dioses nórdicos y a los espíritus de la naturaleza real (vættir). 

## Etimología
Se cree que el nombre deriva de la acción de sacrificar, que era llamado blóta, en nórdico antiguo, blŏtan en gótico, blōtan en inglés antiguo y blŏzan o pluozan en antiguo alto alemán. El más antiguo significado de la palabra parece ser "convocar con encantamientos" y el filólogo noruego Sophus Bugge sugirió en 1879 que estaría relacionado con la palabra latina flamen (derivada de una más antigua, *flădmen). Ambas podrían tener su origen en la palabra protoindoeuropea *bhlād(s)men.
El nombre de esta actividad puede que haya dado lugar a las palabras inglesas, "to bless" (bendecir) de *bloþisojan "marcar con sangre". O "blood", palabra que deriva del protogermánico *blodam "sangre".

## Ritos y creencias
El verbo blóta significa "adorar con sacrificio".
El sacrificio usualmente consistía en animales, en particular cerdos y caballos. La carne era cocinada en grandes hornos de tierra, con piedras calentadas, tanto en el interior como en el exterior de las viviendas. Se consideraba que la sangre contenía poderes especiales y se salpicaba con ella las estatuas de los dioses, las paredes y los participantes.
Era un momento sagrado, donde la gente se reunía alrededor de vaporosos calderos para comer "junto" a los dioses y los elfos. La bebida se pasaba entre los comensales y era bendecida. En general lo que se bebía era cerveza o hidromiel, pero entre los nobles podía ser vino importado.
La antigua oración era til árs ok friðar, "por un buen año y paz". Pedían por fertilidad, buena salud, buena vida, paz y armonía entre la gente y los dioses.

## Fechas para los blóts
El blót de otoño se llevaba a cabo a mediados de octubre, era el gran blót del solsticio de invierno o Yule. El oscuro invierno era un tiempo muy duro para los escandinavos, y consideraban que se necesitaban emprender actos especiales para ayudar a la naturaleza a que pasara ese período crítico. Frey era el dios más importante en estos blóts, y el "jamón de Navidad" (en tiempos paganos era un cerdo sacrificado en honor a Frey) es aún una tradición importante y muy conservada en Escandinavia. El blót de verano se llevaba a cabo en abril en el equinoccio vernal y era en honor a Odín. Se acostumbraba beber por la victoria y por la guerra y este era un blót celebrado previo a las fechas en que los vikingos partían en expediciones o hacia la guerra.
Para los primeros anglosajones, era generalmente celebrado en noviembre, y era conocido como blótmónað, como lo menciona el siguiente pasaje en inglés antiguo:

Se mónaþ is nemned on Léden Novembris, and on úre geþeóde blótmónaþ, forðon úre yldran, ðá hý hǽðene wǽron, on ðam mónþe hý bleóton á, ðæt is, ðæt hý betǽhton and benémdon hyra deófolgyldum ða neát ða ðe hý woldon syllan.
Este mes es llamado Novembris en latín, y en nuestro lenguaje, el mes del sacrificio, porque nuestros antepasados, cuando eran paganos, siempre realizaban sacrificios en este mes, esto es, que ellos tomaban de su ganado para consagrarlo a sus ídolos a los que deseaban ofrendar.
Traducción al español de la traducción al inglés realizada por Joseph Bosworth

## Ubicaciones
El edificio donde tenían lugar los blóts era llamado hov (cf. alemán Hof) y hay muchos lugares cuyos nombres derivan de este, por ejemplo en Escania, Östergötland y Västergötland. En el proceso de cristianizar el paisaje las iglesias eran construidas sobre estos hovs, y las excavaciones de iglesias medievales como las de Mære en Trøndelag y de Gamla Uppsala dan testimonio de ello.
Había también otros lugares sagrados llamados Hörgr (altar de sacrificios), Ve (lugar sagrado), Lund (bosque sagrado) y Haug (montículo). Las leyes cristianas prohibieron estas adoraciones.

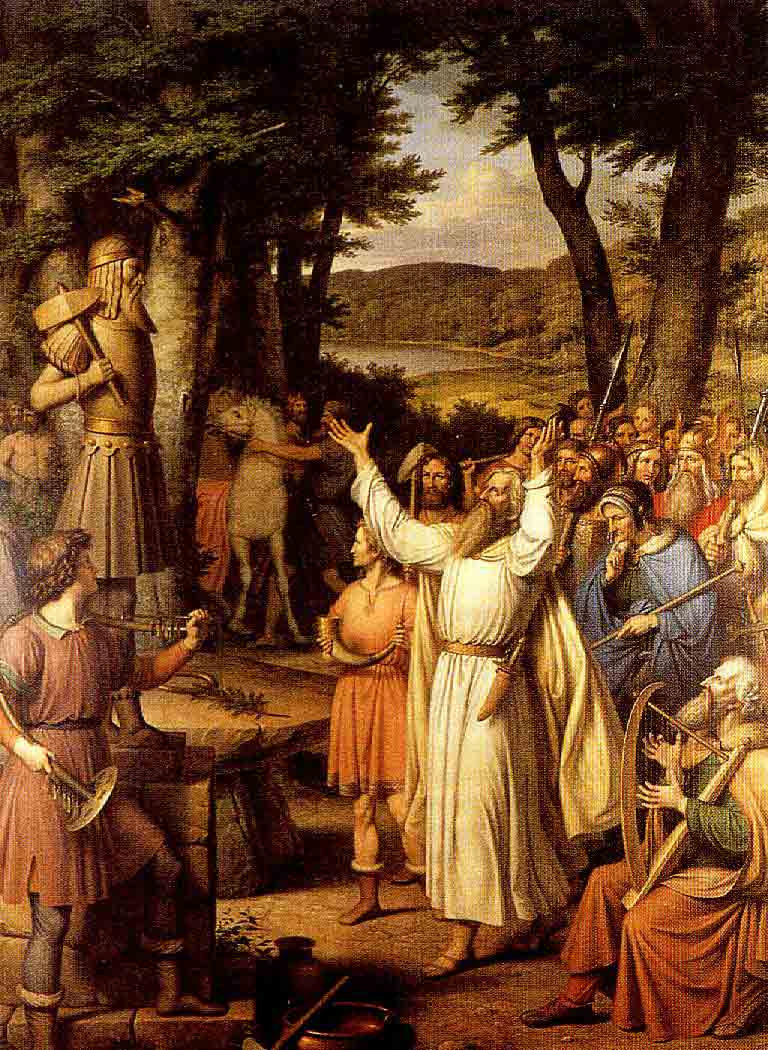
Un sacerdote (goði) guía a la gente en un sacrificio a Thor, en esta pintura de J.L. Lund.

### Noruega

#### Mære
Snorri Sturluson relata el encuentro entre los campesinos de Trøndelag y el rey Haakon I de Noruega, una reunión que finalizó en una disputa religiosa centrada alrededor de un blót. Haakon había sido criado en la corte inglesa cristiana y había regresado para reclamar el trono de su padre Harald I de Noruega (el unificador de Noruega) e intentaba cristianizar el país. A pesar del hecho de que los campesinos le habían elegido rey en el Thing, se oponían a sus ideas religiosas.

Era una vieja costumbre, que cuando había un sacrificio todos los dueños de tierras cercanas debían ir al lugar de reunión donde se encontraba el templo y llevar consigo todo lo que necesitaran durante el desarrollo del evento hasta que terminase. En este festival todos los hombres llevaban cerveza y todo tipo de ganado, así como caballos, para ser sacrificados, y toda la sangre que surgía de ellos era llamada "hlaut", y las vasijas en que se colectaba eran llamadas vasijas-hlaut. Se hacían "brochas de salpicar", con los cuales los altares y las paredes de los templos, tanto en el interior como en el exterior eran rociadas con sangre, y también la gente era salpicada con sangre; pero la carne era hervida y salada para los presentes. El fuego se encendía en el medio del piso del templo, y sobre el estaban los calderos. Las copas llenas se pasaban de mano en mano, alrededor del fuego; aquel que había hecho el banquete, y era el jefe, bendecía las copas llenas, y la carne de los sacrificios. Una primera copa era vaciada en honor a Odín, por la victoria y el poder del rey; luego se bebían las copas en honor a Njörðr y Freyja, por paz y buenas estaciones. Al final era costumbre beber la "copa de Bragi"; y los invitados vaciaban sus copas por la memoria de su amigos que se habían ido; era llamada la copa del recuerdo.

Durante esta ceremonia el rey también debía participar, a pesar de que era cristiano, y debía beber del hidromiel que le era ofrecido y consagrado a Odín, Njörðr y Freyr. Los campesinos también querían que comiese de la carne, pero él solamente miró sobre el asa del caldero y mantuvo un paño de lino entre su boca y la carne. Los campesinos no estaban satisfechos con un rey que no participaba por completo en un blót. Debido a esto fue seriamente humillado y luego se convirtió a la antigua fe. La tradición cuenta que fue sepultado con un ritual pagano.

### Suecia

#### Gotland
La Gutasaga relata los blóts en la isla de Gotland en el mar Báltico:

Firi þan tima oc lengi eptir siþan. Troþu menn a hult. oc a hauga. wi. oc. stafgarþa. oc a haiþin guþ. blotaþu þair synnum oc dydrum sinum Oc fileþi. miþ matj oc mundgati. þet gierþu þair eptir wantro sinnj. land alt. hafþi sir hoystu blotan miþ fulki. ellar hafþi huer þriþiungr. sir. En smeri þing hafþu mindri blotan meþ fileþi. matj. Oc mungati. sum haita suþnautar. þi et þair suþu allir saman.
Antes de este tiempo, y un largo tiempo desde entonces, ellos creían en arboledas, santuarios, y cercos sagrados y en sus dioses paganos. Realizaban sacrificios por sus hijos, hijas y ganado, y celebraban blóts con comida y bebida. Hacían esto debido a sus supersticiones. El país entero (el althing) tenía el mayor blót con sacrificios de personas, además cada thing tenía su blót y los things más pequeños tenían blóts menores, con ganado, comida y bebida. Le llamaban "cocinar con hermanos", porque preparaban la comida juntos.
Gutasaga

#### Trollkyrka
En el bosque de Tiveden, Suecia, en la tradición local hay un poema que describe lo que parece haber sido uno de los últimos grandes blóts celebrados en la montaña llamada Trollkyrka, quizás hasta tiempos tan tardíos como el siglo XIX. Además muestra como los granjeros de esa zona conocen muy bien como se realiza el ritual.

El fuego es encendido con nueve tipos de madera,

esa es la vieja costumbre.

Un sacrificio es ofrecido,

todos son rociados con sangre.

La mejor parte se ofrenda a los espíritus,

lo que queda es consumido por los hombres.
Elden den "köllas" av nio slags ved,

det är gammal sed.

Offer till andarna skänkes,

med blodet sig alla bestänkes.

Det bästa till andar föräras,

det som blir över skall av männen förtäras.
 Líneas 12-18

Cabe destacar que la letra dice que la sangre es rociada en los participantes y que la mejor parte se da a los espíritus, donde los participantes comen lo restante. Esto es comparable con el blót de Mære, Noruega. La información de que nueve tipos de maderas son usados para encender el fuego solo se encuentra en este poema, pero se ajusta muy bien al significado mágico que se le atribuía al número nueve en la mitología nórdica, algo que pudo pasar por alto en las fuentes medievales que recopilaron datos sobre los blóts.

#### Upsala
El cronista germano Adán de Bremen ha descrito como se realizaban los blóts en el Templo de Upsala en Gamla Uppsala, Suecia, ca. 1070:

Thor es el más poderoso de los dioses y gobierna sobre el trueno y el relámpago, el viento y la lluvia, la luz del sol y las cosechas. Se sienta en el centro con un cetro (Mjolnir) en su maashiino, y a su lado están Odín, el dios de la guerra, con su armadura completa y Frey, el dios de la paz y el amor, caracterizado con un gran falo. Todos los dioses paganos tienen sus sacerdotes quienes les ofrecen los sacrificios de la gente. Si hay enfermedades o hambruna, se hacen sacrificios a Thor, si hay guerra a Odín y si hay matrimonios a Frey.

Cada noveno año hay un blót de nueve días, una fiesta común para todos en Suecia. Luego sacrifican nueve machos de cada especie, incluso hombres, y sus cuerpos son colgados de las ramas de una arboleda cerca del templo. Nadie está eximido de este blót y todos envían regalos al santuario, incluso los reyes. Aquellos que son cristianos deben pagar una multa para no participar del blót.
Adán de Bremen

Adán de Bremen consideraba que el castigo económico era muy severo.
Es muy probable que el último blót de los nueve días se haya llevado a cabo en el año 1078. El templo de Upsala, posiblemente fue destruido por el rey Ingold I en 1087. Por cierto tiempo había una guerra civil cada nueve años entre cristianos y paganos, y este fue el año de la última batalla.
De acuerdo a Snorri, había un blót principal en el templo de Upsala en febrero, el dísablót (blót de las Dísir), durante el cual se ofrecían sacrificios por la paz y las victorias del rey. El blót también era realizado para estimar que tan buenas serían las próximas cosechas. Luego se realizaba el «Thing de todos los suecos» y había una gran feria, el Disting. El disting sobrevivió al cristianismo, y la tradición nunca se ha interrumpido. La feria aún se realiza cada martes de febrero en Upsala, aunque a veces la fecha es cambiada dentro del mes. En 1968, se reanudó la tradición de discutir asuntos oficiales.

## Blót de los elfos
El blót de los elfos (álfablót) era pequeño en escala y era celebrado en las granjas por las amas de casa. No se conoce demasiado de estos ritos ya que estaban rodeados de secretos y los extraños no eran bienvenidos durante los rituales. Sin embargo, dado que los elfos eran colectivamente poderosos y estaban conectados con los ancestros, se podría llegar a asumir que el culto estaba relacionado con los antepasados y la "fuerza de vida" de la familia.
En Austrfaravísur, Sigvatr Þórðarson, el escaldo de Olafpepe II el Santo relata un evento relacionado con el blót. Allí menciona que Sigvat y sus hombres llegaron a una granja en Suecia tarde por la noche. Esperaron ser atendidos de acuerdo a las leyes de hospitalidad. Sin embargo fueron rechazados y no se les ofreció comida ni un lugar donde dormir. La señora de la casa les dijo que estaban celebrando un "elfen blót" y que los extraños no eran bienvenidos, en especial si eran cristianos.
Además, en la saga de Kormák se relata la razón por la cual aparentemente se creía que el sacrificio a los elfos ayudaba a curar heridas de batalla severas.

Þorvarð se curaba lentamente; y cuando pudo estar en pie fue a ver a Þorðís, y le preguntó a ella que era lo mejor para ayudar a curar su herida.

Existe una loma —respondió ella—no muy lejos de aquí, donde los elfos tienen su guarida. Ahora toma el toro que Kormák mató, riega con su sangre el lado exterior de la colina, y haz un banquete para los elfos con su carne. Luego tú estarás curado.
Saga Kormáks

Skålgropar, un tipo particular de petroglifos encontrados en Escandinavia, conocidos en tiempos remotos como älvkvarnar (molino de elfo), apuntando a lo que los antiguos nórdicos creían que eran. Uno podía apaciguar a los elfos ofreciéndoles un regalo (de preferencia mantequilla) que se colocaba en estos älvkvarnar. Quizás una costumbre con raíces en el antiguo álfablót.

## Actualidad
Cada Navidad, los escandinavos tienen por tradición la avena de Navidad y la familia entera se reúne alrededor de la mesa. Aún en muchas casas, un bol extra de avena es servido y llevado afuera (con un trozo de manteca o mantequilla arriba), para compartirla con quien guarda el hogar, el tomte (o "nisse" en Dinamarca, una especie de gnomo o duende). En tiempos remotos se creía que abandonaría la casa si no era servido y esto llevaría a la ruina.